# Alfredo Balloni
Alfredo Balloni (Roma, 20 settembre 1989) è un ex ciclista su strada italiano, professionista dal 2010 al 2014.

## Carriera
Nato a Roma, ma originario di Blera, si laureò campione italiano a cronometro già nel 2005 tra gli allievi; nel 2006 passò quindi negli Juniores nell'affiliazione Laziale della squadra toscana G.S. Arianna Rimor, dove vinse poi il titolo nazionale su strada, nel 2007 vince tra gli 11 successi centra anche il successo nel campionato nazionale a cronometro. Passò quindi tra i Dilettanti Under-23 nel 2008 con la Lucchini-Neri-Nuova Comauto, società toscana di Lamporecchio.
Tra gli Under-23 si aggiudicò la vittoria di una tappa alla Coupe des Nations Ville de Saguenay, evento inserito nel calendario della Coppa delle Nazioni, in cui terminò al terzo posto; l'anno dopo vinse invece il titolo nazionale a cronometro tra gli Under-23, a Imola, battendo il detentore Adriano Malori, e il Trofeo Matteotti Under-23. Partecipò anche alla prova a cronometro della medesima categoria ai campionati del mondo di Mendrisio, concludendo al sesto posto a 39 secondi dal vincitore Jack Bobridge e due secondi dietro Malori.
Nel 2010 passò professionista, insieme allo stesso Malori, con la Lampre-Farnese Vini: in quella stagione disputò sia il Giro delle Fiandre che la Parigi-Roubaix, ritirandosi però in entrambe le competizioni. Dopo due anni nella squadra di Saronni, nel 2012 si trasferisce alla Farnese Vini-Selle Italia, con cui debutta al Giro d'Italia.
Dopo essere rimasto per qualche mese senza squadra, nel maggio del 2013 firma un contratto con la Ceramica Flaminia-Fondriest diretta da Simone Borgheresi. Rimane tra le file della squadra, divenuta Nankang-Fondriest, anche per la stagione 2014, cogliendo l'ottavo posto ai campionati italiani a cronometro a Malé.

## Palmarès
- 2006 (Juniores - G.S. Arianna Rimor Lazio)

Campionati italiani, Prova in linea Juniores
Gran Premio Madonna delle Grazie
- 2007 (Juniores - G.S. Arianna Rimor Lazio, undici vittorie)

Campionati italiani, Prova a cronometro Juniores
Gran Premio Madonna delle Grazie
Coppa Bar Pietro - Pieve di Camaiore (LU)
Trofeo Dino Puccioni - Limite sull'Arno (FI)
Coppa Martiri Lunatesi - Lunata (LU)
Memorial Prati Dino - Lariano (RM)
Coppa Coldiretti - Pontecagnano (SA)
Memorial Maresciallo Sorvillo - Battipaglia (SA)
Gran Premio Super Glanz - Bagnolo di Montemurlo (PO)
Coppa Ocria - Otricoli (TR)
Bracciale del Cronoman - Tarquinia (VT)
Gran Premio Marcello Falcone - Terracina (LT)
- 2008 (Dilettanti Under-23, Lucchini-Neri-Nuovacomauto, tre vittorie)

3ª tappa Coupe des Nations Ville de Saguenay
Coppa Ciuffenna - Loro Ciuffenna (AR)
Gran Premio Madonna delle Grazie - Allumiere (RM)
- 2009 (Dilettanti Under-23, Neri Sottoli-Nuovacomauto-Promociclo, due vittorie)

Campionati italiani, Prova a cronometro Under-23
Trofeo Matteotti Under-23

## Piazzamenti

### Grandi Giri
- Giro d'Italia

2012: non partito (19ª tappa)

### Classiche monumento
- Giro delle Fiandre

2010: ritirato
- Parigi-Roubaix

2010: ritirato
- Giro di Lombardia

2012: ritirato

### Competizioni mondiali
- Campionati del mondo

Mendrisio 2009 - Cronometro Under-23: 6º